# José Arce
José Arce (Lobería, Província de Buenos Aires, 15 de outubro de 1881 – Buenos Aires, 28 de julho de 1968) foi um diplomata, médico e professor de cirurgia argentino. Foi Presidente da Assembleia Geral das Nações Unidas na segunda sessão especial da Assembleia Geral das Nações Unidas entre 16 de abril e 21 de setembro de 1948.

## Vida
Arce completou sua formação em medicina aos 21 anos de idade. De 1913 a 1920, 1924 a 1928 e 1934 a 1938 foi membro do Congresso da Nação Argentina. Em 1918 foi diretor do Departamento de Cirurgia e em 1922 reitor da Universidade de Buenos Aires. Obteve muitos recursos para a expansão da educação médica na Argentina. Até 1941 dirigiu o Instituto de Cirurgia Torácica. Ele então se aposentou do ensino médico.
Arce foi embaixador da Argentina na China e de 1946 a 1950 bei na nova fundada Organização das Nações Unidas. Durante este tempo representou a Argentina em 1948/1949 no Conselho de Segurança das Nações Unidas e liderou como Presidente da Assembleia Geral das Nações Unidas a segunda sessão especial sobre a crise palestina em 1948.